# Як-48
Як-48 — нереализованный проект административно-служебного самолёта ОКБ имени Яковлева, разработка была начата в 1989 году.

## История проекта
Решение о создании самолётов было принято постановлением Правительства Российской Федерации от 20.02.1995 № 162. В соответствии с этим нормативным документом предполагалось разработка 2-х вариантов: административного на 4 пассажира и регионального на 19 пассажиров.

## Летно-технические характеристики

### Административный вариант (4 пассажира)
- Двигатели                                  РД-35М
- Масса взлетная максимальная                15850 кг
- Высота крейсерского полета                 12000 м
- Скорость крейсерская                       870 км/ч
- Дальность полета                           5000 км
- Потребная длина ВПП                        2200 м

### Региональный пассажирский вариант (19 пассажиров)
- Двигатели: РД-35М
- Масса взлётная максимальная: 15850 кг
- Коммерческая нагрузка: 1725 кг
- Высота крейсерского полёта: 11000 м
- Скорость крейсерская: 870 км/ч
- Дальность полёта: 3310 км
- Потребная длина ВПП: 2200 м

Головным разработчиком был установлен АО «ОКБ имени А. С. Яковлева», а изготовителем опытных и серийных образцов — АО «Саратовский авиационный завод». Финансирование проектных работ предусматривалось за счёт государственного бюджета с привлечением внебюджетных средств, а подготовка для серийного производства — за счёт целевого льготного конверсионного кредита.

## Модификации
Самолёты семейства Як-48 рассчитаны на перевозку 30-50 пассажиров при дальности полёта от 2500 км до 4700 соответственно.
| Название модели | Краткие характеристики, отличия.                                                         |
| --------------- | ---------------------------------------------------------------------------------------- |
| Як-48B          | Административный. Может перевозить 4-12 человек при дальности полёта от 6800 до 6600 км. |
| Як-48BB         | Базовый.                                                                                 |
| Як-48BG         | Грунтовая ВПП.                                                                           |
| Як-48R          | Региональный.                                                                            |
| R-30            | Вместимость 33 пассажира.                                                                |
| R-30B           | Базовый.                                                                                 |
| R-30G           | Грунтовая ВПП.                                                                           |
| R-30LR          | Вариант увеличенной дальности.                                                           |
| R-40            | Вместимость 42 пассажира.                                                                |
| R-40B           | Базовый.                                                                                 |
| R-40LR          | Вариант увеличенной дальности.                                                           |
| R-50            | Вместимость 51 пассажир.                                                                 |

## Лётно-технические характеристики
| Вариант                                                                                              | Региональные         | Региональные      | Региональные | Административный  |
| Вариант                                                                                              | R30                  | R40               | R50          | ВВ                |
| --- | -------------------- | ----------------- | ------------ | ----------------- |
| Масса взлётная, кг                                                                                   | от 20950 до 22750    | от 22000 до 22750 | 22750        | от 22050 до 22750 |
| Коммерческая нагрузка, кг: - максимальная - нормальная                                               | 4000 3135            | 5000 3390         | 6000 4845    | — 1200            |
| Максимальная крейсерская скорость, км/ч                                                              | 850                  | 850               | 850          | 850               |
| Высота крейсерского полёта, м                                                                        | 11600                | 11600             | 11600        | 11600             |
| Дальность полёта с АЗН, км: - при нормальной коммерческой нагрузке - при максимальном запасе топлива | от 3500 до 4700 5200 | 3000 5200         | 2500 4700    | 6600 6800         |
| Потребная длина ВПП (МСА), м                                                                         | 1500                 | 1600              | 1600         | 1600              |
| Базирование                                                                                          | бетон, грунт         | бетон             | бетон        | бетон             |